# Robert Thomas Wilson

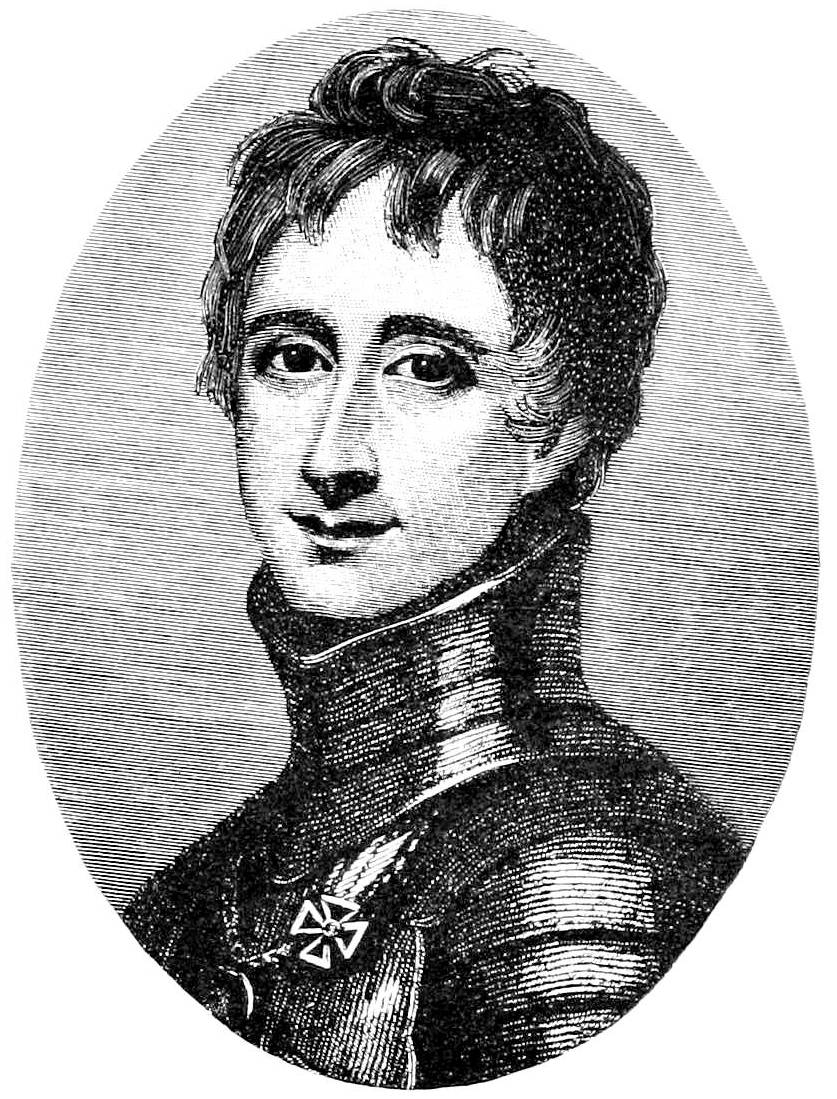
Robert Thomas Wilson

Robert Thomas Wilson (* 17. August 1777 in London; † 9. Mai 1849 in London) war ein britischer General und Politiker.

## Leben
Robert Thomas Wilson war das vierte Kind und der dritte Sohn des Landschaftsmalers Benjamin Wilson und schlug nach vollendeten Studien die militärische Laufbahn ein. Er begab sich im März 1793 als Kornett zur britischen Armee nach Holland und erhielt eine Stelle im 15. Dragonerregiment. Im Feldzug von 1794 zeichnete er sich mehrfach in Flandern aus; namentlich rettete er in dem Treffen bei Cambrai am 24. April dieses Jahres den Kaiser Franz II. vor der Gefahr, gefangen genommen zu werden. Bald darauf zum Hauptmann ernannt diente er 1798 während des Aufstands in Irland und begleitete 1799 den Herzog von York auf seiner zweiten unglücklichen Expedition nach Holland. Nach seiner Rückkehr nach England trat er 1800 als Major in das von Baron von Hompesch errichtete Regiment und folgte dem General Abercromby 1801 nach Ägypten. Nach der Kapitulation vom 28. Juni 1801 kehrte Wilson nach England zurück und gab das Werk An historical account of the British Expedition to Egypt (2 Bde., London 1802) heraus, das großes Aufsehen erregte, weil er darin erzählte, dass Napoleon in Jaffa seine pestkranken Soldaten habe vergiften und die türkischen Gefangenen niederschießen lassen.
Nach Auflösung des Regiments Hompesch wurde Wilson 1802 in der Stellung eines Oberstleutnants auf halben Sold gesetzt und benutzte seine Muße zur Abfassung der Schrift An inquiry into the present state of the military force of the British Empire (London 1804), in der er mit großem Eifer gegen die körperlichen Züchtigungen der Soldaten bei der englischen Armee auftrat. Bald wieder beim 20. Dragonerregiment angestellt, ging er 1805 unter Sir David Baird nach Brasilien und nahm im Januar 1806 an der Eroberung des Kaps der guten Hoffnung teil.
Im November 1806 begleitete Wilson den mit einer geheimen Sendung an den russischen Hof beauftragten General Hutchinson zu Kaiser Alexander I. nach Sankt Petersburg, trat hier als Volontär in die russische Armee ein und wohnte den meisten Gefechten im Krieg gegen Frankreich bei. Nach dem Frieden von Tilsit (Juli 1807) verweilte er einige Zeit in Petersburg und wurde vom Kaiser sehr ausgezeichnet. Nach England zurückgekehrt wurde er von der Regierung mit einem wichtigen Auftrag nach Russland zurückgesendet. Als jedoch dessen Bündnis mit Frankreich in baldiger Aussicht stand, verließ Wilson Petersburg und reiste so schnell, dass er noch vor dem Abgang einer russischen Transportflotte ankam, deren Abfahrt er geschickt zu verhindern gewusst hatte. So gewann die englische Admiralität Zeit, sich der Fregatte Lespectnoi zu bemächtigen, die noch vor Portsmouth lag, und eine ganze russische Flotte wäre ebenfalls genommen worden, wenn nicht widrige Winde Sir Sidney Smith gehindert hätten, die diesbezüglichen Befehle auszuführen.
Beim Ausbruch des Kriegs in Spanien (1808) erhielt Wilson den Auftrag, sich nach Lissabon zu begeben und eine portugiesische Hilfsarmee zu organisieren, die gemeinschaftlich mit der englischen handeln sollte. Eifrig bildete er daher 1809 die lusitanische Legion, die unter seiner Führung der englischen Armee wesentliche Dienste leistete. 1810 wurde er Oberst und 1812 als britischer Brigadegeneral der englischen Gesandtschaft in Konstantinopel beigegeben und verhandelte mit Tschitschagow den Frieden zwischen Russland und der Hohen Pforte, worauf er nach Sankt Petersburg ging.
1812 gehörte Wilson dann als militärischer Berichterstatter seiner Regierung und als Vertrauensagent des Kaisers Alexander dem russischen Hauptquartier an und lieferte wertvolle Aufschlüsse über Napoleons Russlandfeldzug, insbesondere über die Verfolgung der Grande Armée durch die russische. Beim Feldzug von 1813 befand er sich größtenteils bei der österreichischen Armee, namentlich leistete er in der Völkerschlacht bei Leipzig durch seine geschickte Aufstellung der österreichischen Kavallerie ausgezeichnete Dienste. Doch bewies ihm die britische Regierung nicht die geringste Anerkennung seiner Verdienste, weil er sehr freimütig Tadel äußerte und deutlich für die Rechte des Volks eintrat.
Großes Aufsehen erregte im Januar 1816 Wilsons Mitwirkung bei der Rettung von Napoleons Vertrauten Lavalette, der nach der zweiten Restauration der Bourbonen zum Tod verurteilt worden war. Nachdem Wilsons Beteiligung an dessen Flucht durch aufgefangene Briefe von der Polizei entdeckt und er mit Erlaubnis des Herzogs von Wellington vor die französischen Assisen gestellt worden war, wurde er nach deren Urteil im April 1816 mit zwei weiteren britischen Fluchthelfern Lavalettes, Kapitän John Hely-Hutchinson und Michael Bruce, mit einer dreimonatigen Gefängnisstrafe belegt. Als er im Juli 1816 nach London zurückkehrte, wurde er vom Volk und seinen zahlreichen Freunden enthusiastisch empfangen, während ein Tagesbefehl des englischen Prinzregenten vom 10. Mai sein Benehmen wegen Missbrauchs der britischen Uniform tadelte. In ziemlich gereizter Stimmung widmete er sich nun wieder schriftstellerischen Arbeiten. Am meisten Aufsehen erregte die Schrift A sketch of the military and political power of Russia in the year 1817 (London 1817) durch ihre kühnen Behauptungen und gewagten Urteile.
Wilson trat nun zu den Reformern über und ging 1818 als Freiwilliger nach Venezuela, um unter Simón Bolívar zu dienen, überwarf sich jedoch bald mit diesem und kehrte wieder heim. 1819 trat er für Southwark ins Unterhaus, wo er, im liberalen Sinn wirkend, ausgezeichnetes Rednertalent bewies. Sein Eintreten für die Königin Caroline in deren Ehebruchsprozess und seine demonstrative Teilnahme an deren Begräbnis hatten 1821 seine Ausstoßung aus dem Heer zur Folge. Als 1823 die französische Armee zur Unterdrückung der Konstitution in Spanien einrückte, ging er auf die Iberische Halbinsel und diente den Cortes. Allerdings wurde er bei Coruña schwer verwundet und flüchtete nach Gibraltar. Die Monarchen von Österreich, Russland und Preußen erklärten ihn, weil er für die konstitutionelle Partei in Spanien gekämpft hatte, ihrer Orden für verlustig, wozu ihn einige öffentliche Blätter in London beglückwünschten.
Wilson wohnte nun wieder den Sitzungen im Unterhaus bei und redete stets freimütig. 1826 wurde er erneut für Southwark ins Parlament gewählt, unterlag aber bei der Wahl von 1831, da er sich gegen die Reformbill ausgesprochen hatte. Als König Wilhelm IV. im Juli 1830 den englischen Thron bestieg, setzte er Wilson wieder in seinen vorigen Rang im Heer ein, beförderte ihn zum Generalleutnant und datierte sein Patent auf den 27. Mai 1825 zurück. Er wurde 1835 Inhaber des 15. Husarenregiments, im November 1841 wirklicher General und im Oktober 1842 Gouverneur von Gibraltar, auf welchem Posten er sieben Jahre verblieb. Bald nach seiner Rückkehr starb er am 9. Mai 1849 in London im Alter von 71 Jahren.

## Werke
- An historical account of the British Expedition to Egypt, 2 Bde., London 1802
- An inquiry into the present state of the military force of the British Empire, London 1804
- Brief Remarks on the Character and Composition of the Russian Army and a sketch of the Campaigns in Poland in the years 1806 and 1807. London : Egerton 1810. (Der Titel Account of the campaigns in Poland in 1806 and 1807, with remarks on the character and composition of the Russian army, London 1811 ist bibliographisch nicht nachweisbar und wohl mit dem Buch von 1810 identisch).
- A sketch of the military and political power of Russia in the year 1817, London 1817
- Narrative of Events During the Invasion of Russia by Napoleon Bonaparte, London 1860 (deutsch Geheime Geschichte des Feldzugs von 1812 in Rußland, Leipzig 1861)
- Private diary of travels, personal services and public events during missions and employments with the European armies in the campaigns of 1812–1814, hrsg. von Wilsons Neffen H. Randolph, 2 Bde., London 1861